# Elinvar

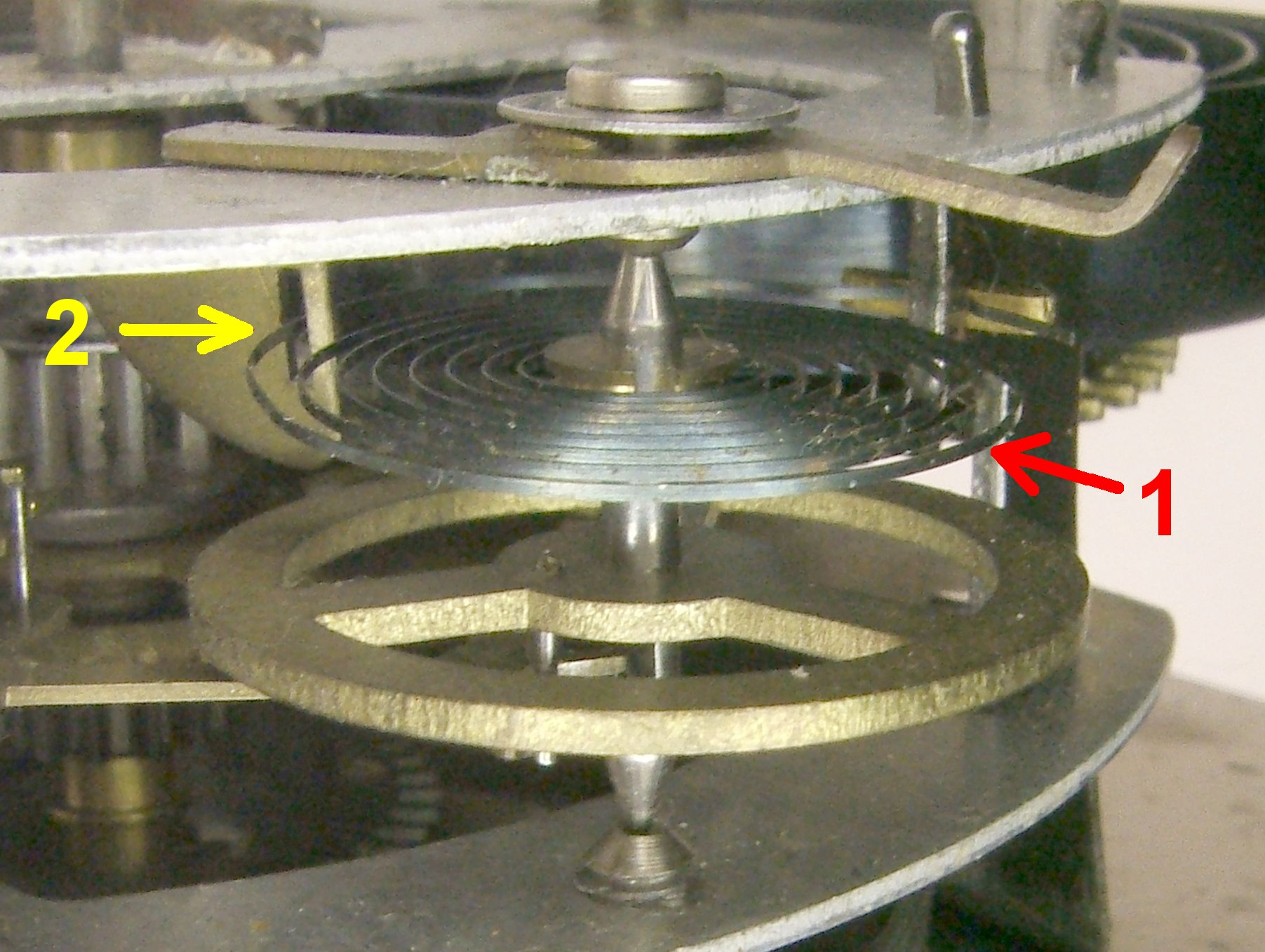
Muelle espiral (1) de un reloj, que mejoró su precisión mediante su fabricación con Elinvar

Elinvar es el nombre de una aleación de acero al níquel, que se caracteriza por poseer un módulo de elasticidad que no varía significativamente con los cambios de temperatura. El nombre es una contracción de las palabras elasticité invariable, en francés. Fue inventado en torno a la década de 1920 por Charles Edouard Guillaume, un físico suizo que también inventó el invar, otra aleación de níquel y hierro, que tiene una muy baja expansión térmica. Guillaume ganó el Premio Nobel de Física en 1920 por estos descubrimientos, lo que indica la importancia que estas aleaciones tuvieron para la fabricación de instrumentos científicos.

## Composición y usos
El Elinvar está compuesto por un 56% de hierro, 36% de níquel y 8% de cromo. Prácticamente carece de magnetismo y es resistente a la corrosión.
El mayor uso del Elinvar estaba en los resortes espirales para relojes mecánicos y cronómetros. Una de las principales causas de la inexactitud de los relojes radicaba en que los aceros ordinarios utilizados en los muelles perdían ligeramente su elasticidad a medida que aumentaba la temperatura, por lo que el volante del reloj oscilaba más lentamente hacia adelante y hacia atrás, y el reloj se iría retrasando. Los cronómetros y relojes de precisión requerían complejos volantes con compensación de temperatura para medir el tiempo con exactitud. Los resortes de Elinvar, y otras aleaciones posteriores con bajo coeficiente térmico, tales como el Nivarox, no se veían afectadas por la temperatura, por lo que dejó obsoletos los volantes con compensación de temperatura.